# Seimerich
Seimerich ist ein Ortsteil der Ortsgemeinde Körperich im Eifelkreis Bitburg-Prüm in Rheinland-Pfalz.

## Geographische Lage
Seimerich liegt westlich des Hauptortes Körperich in Tallage. Die Entfernung zum Hauptort beträgt rund 1 km. Östlich des Ortsteils fließt der Gaybach. Seimerich ist von umfangreichen landwirtschaftlichen Nutzflächen sowie mehreren kleinen Waldgebieten umgeben.

## Geschichte

### Frühzeit
Wenig östlich von Seimerich wurde eine römische Siedlungsstelle entdeckt. Man fand einige Ziegel- und Keramikfragmente sowie ein Brandgräberfeld, 300 m nordwestlich. Diese Funde lassen auf eine frühe Besiedelung des Gebietes schließen.
1980 wurde bei einer Feldbegehung, östlich von Seimerich, eine Glasperle entdeckt. Diese ist dunkelviolett gefärbt und trägt weiße Spiralfäden im Inneren. Vermutlich handelt es sich um eine Ringperle der Spätlatènezeit. Ferner fand man neolithische Steinartefakte an dieser Stelle.

### Ortsgeschichte
Am 7. Juni 1969 wurde die heutige Gemeinde Körperich aus den Gemeinden Körperich (damals 562 Einwohner), Niedersgegen (damals 164 Einwohner), Obersgegen (damals 296 Einwohner) und Seimerich (damals 91 Einwohner) neu gebildet.

## Wappen von Körperich

Das Wappen der heute übergeordneten Gemeinde Körperich wurde in Anlehnung an die fünf Ortsteile der Gemeinde entworfen und stellt diese ebenfalls symbolisch dar.
Wappenbegründung: Die räumlich enger zusammengelegenen ehemaligen Gemeinden Obersgegen, Körperich und Seimerich waren weitgehend bestimmt und beeinflusst von der Commende des Johanniterordens, die ihren Sitz im benachbarten Roth hatte. Für diese Gemeinden sind daher die drei Malteserkreuze – Zeichen des Johanniterordens – aufgenommen worden. Die südlich gelegenen Gemeinden Kewenig und Niedersgegen waren orientiert zur ehemaligen Abtei Echternach. Nach Mitteilung des Staatsarchives Luxemburg führte die Abtei Echternach ein Gleven- (Linien-) Kreuz, belegt von einer Schwurhand im Siegel. Für diese beiden Gemeinden sind daher die beiden Linien aufgenommen und damit alle ehemals selbstständigen Gemeinden im Wappen vertreten. Vor den Johannitern bestand bis 1311 in Roth die Niederlassung des Tempel-Ritter-Ordens. Dieser führte im gevierteilten Schild einen roten Schräg-links-Balken in Gold. Der Schildgrund in Gold ist ebenfalls übernommen. Da die Zeichen somit auf „goldenem Grund“ stehen, liegt zudem auch ein redendes Wappen vor, da das Gebiet der jetzt zusammengeschlossenen Gemeinden im Volksmund „Goldener Grund“ genannt wird.

## Kultur und Sehenswürdigkeiten

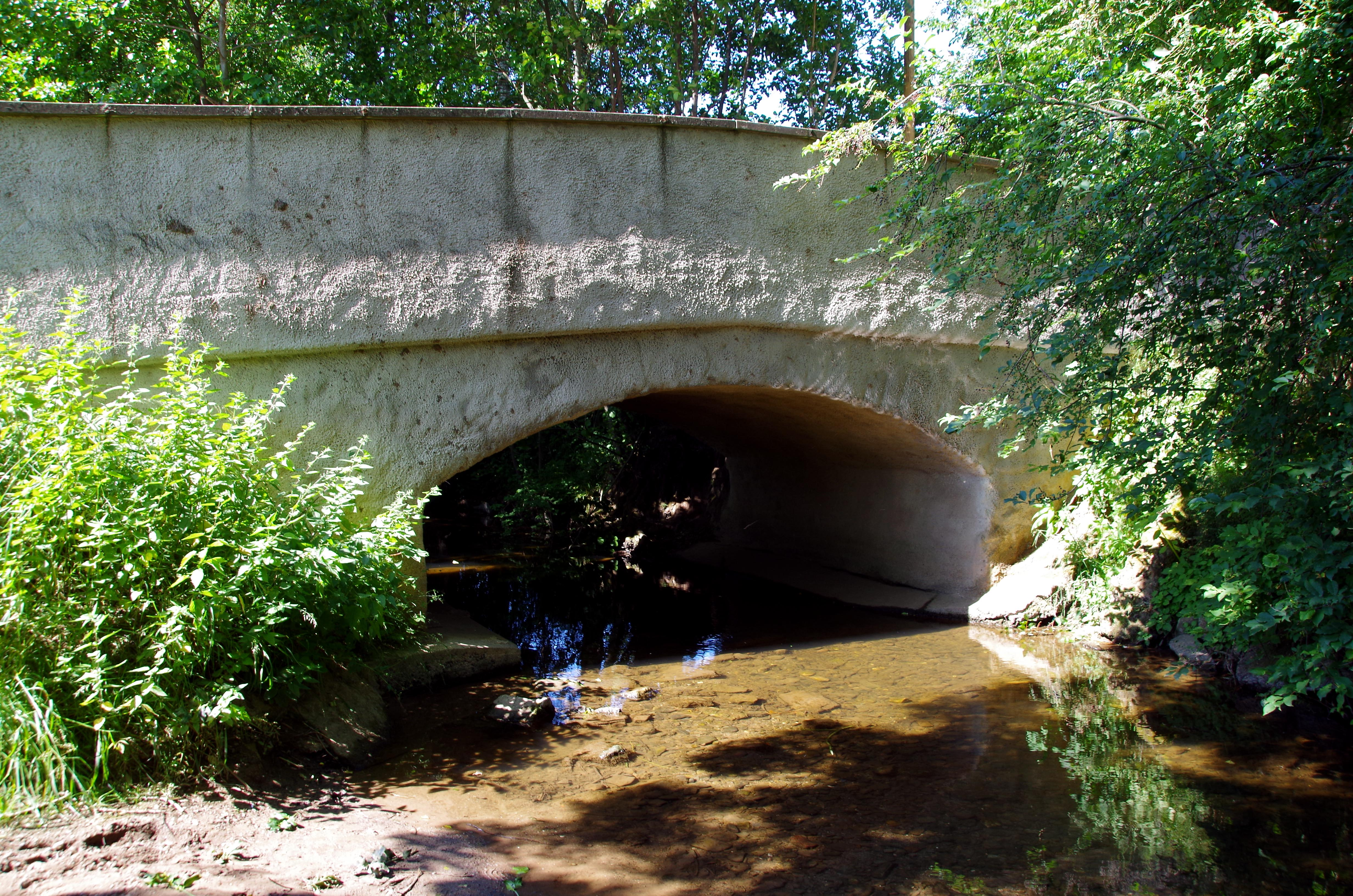
Bruchsteinbrücke von 1886

### Brücke
In Seimerich befindet sich eine einbogige, verputzte Bruchsteinbrücke über den Gaybach. Die Brüstungsmauer ist mit Sandsteinabdeckungen versehen. Erbaut wurde die Brücke im Jahre 1886. Es handelt sich um die letzte nach dem Zweiten Weltkrieg erhaltene Brücke dieser Art in der Region Arzfeld, Neuerburg und Prüm. Heute zählt sie zum Kulturgut der Region Trier und steht unter Denkmalschutz.

### Mariengrotte
Am 17. August 1985 wurde in Seimerich eine Mariengrotte eingeweiht, die zuvor von den Bürgern der Gemeinde erbaut worden war. Sie enthält unter anderem eine handgeschnitzte Marienfigur aus Holz. Seit der Einweihung findet eine jährliche Marienandacht im Mai statt. Die Mariengrotte ersetzt ein beschädigtes Wegekreuz, das zuvor an dieser Stelle stand.
Siehe auch: Liste der Kulturdenkmäler in Körperich

### Naherholung
Seimerich ist vor allem durch den Campingplatz Gaytal bekannt. Zudem gibt es die Wanderroute 43 des Naturpark Südeifel. Es handelt sich um einen Rundwanderweg mit einer Länge von etwas mehr als 12 km. Er führt von Seimerich über Körperich nach Lahr und nach Hüttingen bei Lahr bis zum Schloss Kewenig und zurück nach Seimerich. Highlights am Weg sind das Schloss Kewenig, einige Gutshöfe, ein ehemaliger Eiskeller bei Körperich sowie das Ofen- und Eisenmuseum in Hüttingen.

## Wirtschaft und Infrastruktur

### Unternehmen
Im Ort gibt es den bereits genannten Campingplatz. Ferner gibt es einen Ferienhof, eine Arztpraxis und einen landwirtschaftlichen Nutzbetrieb.

### Verkehr
Es existiert eine regelmäßige Busverbindung.
Seimerich ist durch die Landesstraße 1 erschlossen.